# José Gabriel Álvarez (baloncestista)
José Gabriel Álvarez López (Madrid, Comunidad de Madrid, 28 de julio de 1963) es un exbaloncestista y magistrado español. Con 1,93 metros de estatura, jugaba en el puesto de alero. Es hermano gemelo de Luis Miguel.

## Clubes
- 1981-1983 Cajamadrid.
- 1983-1984 Club Baloncesto Estudiantes.
- 1984-1985 Kanterbrau Madrid.
- 1985-1991 Oximesa Granada.
- 1991-1992 Club Baloncesto Canarias.